# 밀워키
밀워키(영어: Milwaukee)는 미국 위스콘신주에서 가장 큰 도시이다. 2024년 추산으로 577,385명으로 미국에서는 31번째로 인구가 많은 도시이다. 밀워키 군의 군청 소재지이며, 미시간호의 남서부 기슭에 위치해있다. 1,574,731명의 인구가 거주하고 있는 밀워키 도시권의 문화·경제적 중심지이다.
항구가 있으며, 교역량이 크다. 기계·피혁제품·오토바이 등을 생산하며, 맥주의 산지로도 알려져 있다.

## 주민
| 인구조사                            | 인구    | Note  | %±       |
| ----------------------------------- | ------- | ----- | -------- |
| 1840년                              | 1,700   |       | —        |
| 1850년                              | 20,061  |       | 1,080.1% |
| 1860년                              | 45,246  |       | 125.5%   |
| 1870년                              | 71,440  |       | 57.9%    |
| 1880년                              | 115,587 |       | 61.8%    |
| 1890년                              | 204,468 |       | 76.9%    |
| 1900년                              | 285,315 |       | 39.5%    |
| 1910년                              | 373,857 |       | 31.0%    |
| 1920년                              | 457,147 |       | 22.3%    |
| 1930년                              | 578,249 |       | 26.5%    |
| 1940년                              | 587,472 |       | 1.6%     |
| 1950년                              | 637,392 |       | 8.5%     |
| 1960년                              | 741,324 |       | 16.3%    |
| 1970년                              | 717,099 |       | −3.3%    |
| 1980년                              | 636,212 |       | −11.3%   |
| 1990년                              | 628,088 |       | −1.3%    |
| 2000년                              | 596,974 |       | −5.0%    |
| 2010년                              | 594,833 |       | −0.4%    |
| 2019 (추산)                         | 590,157 | [ 2 ] | −0.8%    |
| U.S. Decennial Census 2018 Estimate |         |       |          |

독일계 주민들이 많고, 또한 폴란드, 영국, 아일랜드, 이탈리아 등의 계통들도 살고 있다. 아프리카계 미국인은 시 인구의 40% 이상을 차지한다.

## 경제
독일계 이민들이 많이 들어오면서 맥주 양조업이 발달하였다. 또한 낙농품, 기계, 화학 등의 공업도 발달한 편이다. 오토바이의 산지로 유명하여 할리데이비슨의 본사가 자리잡고 있다.

## 역사

### 초기의 번영
유럽인들이 들어오기 전에는 폭스, 마스코우텐, 포타와토미 인디언 종족들이 밀워키 지역에 살고 있었다. 1674년 프랑스의 선교사 자크 마르케트가 현재 밀워키 지대에 멈춘 적이 있었고, 후에 다른 선교사들과 모피 교역자들이 이 지역을 방문하기 시작하였다. 모피 교역자 자크 비오가 1795년 거기에 교역지를 열었고, 1818년 그의 처자 솔로몬 주노가 정착하였다. 1833년 주노는 밀우키 강의 동부 지역에 마을을 설립하였다.
1830년대 동안에 미국의 동부에서 정착자들이 들어왔는 데, 그중 코네티컷주의 바이런 킬번은 밀워키 강 서부에 자치적 공동체를 세웠다. 버지니아주에서 건너온 조지 H. 워커는 메노모니 강 남부 지역을 번영시켰다. 1830년대 후반에는 정착자들이 밀워키 마을을 합쳤으며, 1846년에는 도시화되었고, 솔로몬 주노가 첫 시장이 되었다. 1847년까지 밀워키의 인구는 약 12,000명이었다.
1840년대 초반에는 많은 유럽인들이 밀워키에 정착하였다. 이 새 정착자들은 독일, 아일랜드, 폴란드 이민들을 포함하였으며, 도시의 문화, 경제, 정치적 발전의 중요한 역할을 하였다.

### 경제적 발전
1850년대와 1860년대 동안에 밀워키는 상업적 중심지로 번창하였다. 미시간호에 자리잡은 항구의 개선과 철도와 도로의 건설은 도시를 제1의 밀과 밀가루 시장이 되는 도움을 주었다.
1870년 후에는 제조업이 도시의 주요 경제적 활동이 되었다. 정육의 가공과 무두질 산업이 번창하면서 밀워키의 인구는 1890년 안에 200,000명 이상으로 늘어났다.

### 1900년대
산업 발전은 1800년대 후기와 1900년대에 사회주의 운동을 위한 근거지를 제공하였다. 밀워키의 사회주의자들은 산업의 공동 소유권과 사회주의 전통적 목적의 진흥에 약간 힘썼다. 대신, 노동과 정치적 개혁, 더 광대한 사회적 이익들을 위하여 싸웠다.
1910년 밀워키 시민들은 사회주의자 에밀 자이델을 시장으로 선출하였다. 밀워키는 미국에서 사회주의자 시장을 뽑은 첫 도시였다. 다른 사회주의자 시장들 - 대니얼 W. 혼(1916~40)과 프랭크 P. 자이들러(1948~60)가 나오기도 하였다.
1900년대 중반에는 밀워키는 무료 고속도로의 건설과 다운타운과 호안 지역들의 주요 변화를 위한 재개발 프로그램을 시작하였다. 1950년대 동안에 도시는 대양선들을 받아들이기 위하여 항구를 근대화시켰다. 이 발전과 1959년 세인트로렌스 수로의 개방은 밀워키를 중요한 국제적 항구로 만들었다. 1960년에는 밀워키의 인구는 741,324명으로 도달하였다.
1968년 밀워키는 다운타운의 북서쪽에 자리잡은 산업, 휴양, 거주 지역의 재개발을 포함한 도시의 부흥 계획 미드타운을 착수하였다. 이 계획은 1977년에 끝났고, 1980년대 초반에 그랜드 애비뉴 경제적 활성화가 다운타운 지역에 집중하였다. 이 프로젝트는 1982년에 완성되었으며, 낡은 건물들의 재건설, 새로운 건물들의 건설, 구내 쇼핑몰의 창조 등을 포함하였다.
1970년대와 1980년대에는 많은 주민들이 도시 외부의 새로운 주택 지역들로 옮겨갔다. 밀워키의 인구는 1990년 628,088명으로 떨어졌으나 도시의 어떤 외부 지역들은 급속한 번영을 경험하였다.

### 최근 상황
2000년 안에 밀워키의 인구는 596,974명으로 감소하였으나, 도시권 지역 인구는 계속적으로 증가하였다.
2000년대 초반에 도시는 다운타운 지역에 주택 총계를 증가시켰다. 다운타운의 호반 지역과 브루스터 힐 이웃에 새로운 콘도미니엄 건물들이 완공되었다.

## 기후
밀워키는 미국 중서부에 위치해있어 날씨가 갑작스럽게 변하는 일이 많은 편이다. 가장 따뜻한 달은 7월이며, 1월이 가장 추운 달이다. 최고 기온 기록은 1995년 7월 17일의 41 °C이며, 최저 기온 기록은 1982년 1월 17일, 1996년 2월 4일의 -32 °C이다.
| 밀워키 (미첼 국제공항)의 기후                                                                  | 밀워키 (미첼 국제공항)의 기후 | 밀워키 (미첼 국제공항)의 기후 | 밀워키 (미첼 국제공항)의 기후 | 밀워키 (미첼 국제공항)의 기후 | 밀워키 (미첼 국제공항)의 기후 | 밀워키 (미첼 국제공항)의 기후 | 밀워키 (미첼 국제공항)의 기후 | 밀워키 (미첼 국제공항)의 기후 | 밀워키 (미첼 국제공항)의 기후 | 밀워키 (미첼 국제공항)의 기후 | 밀워키 (미첼 국제공항)의 기후 | 밀워키 (미첼 국제공항)의 기후 | 밀워키 (미첼 국제공항)의 기후 |
| 월                                                                                             | 1월                           | 2월                           | 3월                           | 4월                           | 5월                           | 6월                           | 7월                           | 8월                           | 9월                           | 10월                          | 11월                          | 12월                          | 연간                          |
| ---------------------------------------------------------------------------------------------- | ----------------------------- | ----------------------------- | ----------------------------- | ----------------------------- | ----------------------------- | ----------------------------- | ----------------------------- | ----------------------------- | ----------------------------- | ----------------------------- | ----------------------------- | ----------------------------- | ----------------------------- |
| 역대 최고 기온 °C (°F)                                                                         | 17 (63)                       | 22 (71)                       | 29 (84)                       | 33 (91)                       | 35 (95)                       | 40 (104)                      | 41 (105)                      | 39 (103)                      | 37 (99)                       | 32 (89)                       | 25 (77)                       | 20 (68)                       | 41 (105)                      |
| 일평균 최고 기온 °C (°F)                                                                       | −0.6 (30.9)                   | 1.2 (34.2)                    | 6.8 (44.2)                    | 12.6 (54.7)                   | 19.2 (66.5)                   | 24.9 (76.8)                   | 27.7 (81.9)                   | 26.8 (80.3)                   | 23.1 (73.5)                   | 16.3 (61.3)                   | 8.8 (47.8)                    | 2.3 (36.1)                    | 14.1 (57.3)                   |
| 일일 평균 기온 °C (°F)                                                                         | −4.4 (24.0)                   | −2.7 (27.1)                   | 2.4 (36.4)                    | 7.9 (46.3)                    | 13.9 (57.1)                   | 19.8 (67.6)                   | 22.9 (73.3)                   | 22.4 (72.3)                   | 18.3 (65.0)                   | 11.7 (53.0)                   | 4.7 (40.4)                    | −1.4 (29.5)                   | 9.6 (49.3)                    |
| 일평균 최저 기온 °C (°F)                                                                       | −8.2 (17.2)                   | −6.7 (20.0)                   | −1.8 (28.7)                   | 3.2 (37.8)                    | 8.8 (47.8)                    | 14.7 (58.4)                   | 18.2 (64.7)                   | 17.9 (64.2)                   | 13.6 (56.4)                   | 7.1 (44.7)                    | 0.6 (33.1)                    | −5.0 (23.0)                   | 5.2 (41.3)                    |
| 역대 최저 기온 °C (°F)                                                                         | −32 (−26)                     | −32 (−26)                     | −23 (−10)                     | −11 (12)                      | −6 (21)                       | 1 (33)                        | 4 (40)                        | 6 (42)                        | −2 (28)                       | −9 (15)                       | −26 (−14)                     | −30 (−22)                     | −32 (−26)                     |
| 평균 강수량 mm (인치)                                                                          | 45 (1.79)                     | 43 (1.69)                     | 56 (2.20)                     | 98 (3.86)                     | 90 (3.54)                     | 111 (4.38)                    | 86 (3.40)                     | 93 (3.65)                     | 80 (3.16)                     | 71 (2.78)                     | 57 (2.24)                     | 48 (1.88)                     | 878 (34.57)                   |
| 평균 강설량 cm (인치)                                                                          | 38 (14.9)                     | 30 (11.8)                     | 17 (6.7)                      | 5.3 (2.1)                     | 0.0 (0.0)                     | 0.0 (0.0)                     | 0.0 (0.0)                     | 0.0 (0.0)                     | 0.0 (0.0)                     | 0.76 (0.3)                    | 6.4 (2.5)                     | 26 (10.4)                     | 124 (48.7)                    |
| 평균 강수일수 (≥ 0.01 인치)                                                                    | 11.4                          | 10.0                          | 10.7                          | 12.2                          | 11.7                          | 11.1                          | 9.5                           | 9.5                           | 8.6                           | 10.3                          | 10.2                          | 10.3                          | 125.5                         |
| 평균 강설일수 (≥ 0.1 인치)                                                                     | 10.0                          | 8.1                           | 5.0                           | 1.8                           | 0.0                           | 0.0                           | 0.0                           | 0.0                           | 0.0                           | 0.3                           | 2.6                           | 7.3                           | 35.1                          |
| 평균 상대 습도 (%)                                                                             | 72.3                          | 71.9                          | 71.4                          | 68.5                          | 68.5                          | 69.7                          | 71.5                          | 74.9                          | 75.4                          | 72.5                          | 74.5                          | 75.9                          | 72.3                          |
| 평균 월간 일조시간                                                                             | 140.2                         | 151.5                         | 185.4                         | 213.5                         | 275.5                         | 304.5                         | 321.1                         | 281.2                         | 215.1                         | 178.0                         | 112.8                         | 104.8                         | 2,483.6                       |
| 가능 일조율                                                                                    | 48                            | 51                            | 50                            | 53                            | 61                            | 66                            | 69                            | 65                            | 57                            | 52                            | 38                            | 37                            | 56                            |
| 출처: 미국 해양대기청 (평년값: 1991년~2020년, 극값: 1871년~현재, 상대습도/일조: 1961년~1990년) |                               |                               |                               |                               |                               |                               |                               |                               |                               |                               |                               |                               |                               |

## 인프라

### 교통

#### 암트랙 / 시외버스
밀워키의 철도역은 2007년에 대대적인 리뉴얼을 진행해 복합환승센터인 밀워키 인터모들역(Milwaukee Intermodal Station)이 개설됐다. 이 곳에서 철도 뿐만 아니라 그레이하운드, 제퍼슨 등의 시외버스를 탈 수 있다. 하이아워사 철도는 매일 7회 밀워키 인터모들역과 시카고 유니온역을 잇는 여객 열차를 운행한다. 시카고를 기점으로한 암트랙 엠파이어 빌더는 밀워키 인터모들역에 정차하며, 시애틀과 포틀랜드로 연결된다.

## 스포츠
밀워키를 연고로 하는 프로스포츠팀은 메이저 리그 야구의 밀워키 브루어스, NBA 농구의 밀워키 벅스가 있다.

## 같이 보기
- USS 밀워키